# Saló Internacional Eròtic del País Basc
El Saló Internacional Eròtic del País Basc (basc: Euskadiko Nazioarteko Areto Erotikoa), també conegut com a Euskalsex, va ser un festival dedicat a la indústria pornogràfica que va tenir lloc al País Basc entre el 2007 i el 2008, organitzat per Carlos Resa.
Va ser una iniciativa pionera al país, proposta a imitació del Festival Internacional de Cinema Eròtic de Barcelona. Pretenia normalitzar-hi el consum de pornografia i impulsar el basc en el dit àmbit.

## 1a edició
La primera edició del festival va tenir lloc al pavelló esportiu La Casilla de Bilbao del 20 al 22 de juliol del 2007. Va ser inaugurada per l'ex actriu porno italiana Ilona Staller. En total, van assistir-hi vora 9.000 persones.
S'hi van dur a terme més de 150 actuacions pornogràfiques en directe, concursos, càstings, classes d'striptease, un espectacle de cabaret, un concert i classes de seducció. A més, s'hi van exposar productores de cinema pornogràfic i empreses dedicades als comiats de solter. També hi va haver una exposició fotogràfica eròtica de dones nues de Kote Cabezudo, una taula rodona sobre pornografia i internet, la presentació del llibre La Gran Enciclopedia del Sexo conduïda per Óscar Urbiola i l'estrena del film Sex Jauna de Xabi Garde.

## 2a edició
La segona edició del festival va tenir lloc al Megapark de Barakaldo de l'11 al 13 d'abril del 2008. Va ser inaugurada per Tontxu Rodríguez, llavors alcalde del municipi.
Hi va haver un centenar d'espectacles eròtics, comerç d'articles de sex-shop i videojocs d'aquesta temàtica i la presència de més de 40 artistes internacionals del sector. S'hi va presentar la pel·lícula porno Marranas con ganas, doblada a l'eusquera per proposta de Carlos Resa, càstings novament, desfilades de llenceria, classes d'striptease i jocs. Hi va haver Nacho Vidal, Melany Moore i Anastasia Mayo com a convidats